# Kutchicetus
Kutchicetus minimus foi um gênero de cetáceo pré-histórico que viveu a 45 milhões de anos atrás, no período eoceno. Um parente muito primitivo dos golfinhos, ele ainda possuia patas bem desenvolvidas e podia se locomover tanto na água quanto na terra.
Um animal pequeno, do tamanho de uma lontra moderna , ele se caracterizava pelo focinho longo e fino provavelmente usado para capturar peixes, de que se alimentava. É o menor cetáceo conhecido de sua época. 